# 余目町個室付浴場事件
余目町個室付浴場事件（あまるめまちこしつつきよくじょうじけん）とは、山形県余目町（現：庄内町）で起きた、個室付浴場 (いわゆるソープランド) の営業について、風俗営業等の規制及び業務の適正化等に関する法律（風営法）違反に問われた事件。

## 概要
山形県知事が、個室付浴場 (いわゆるソープランド) の開業阻止のためにおこなった、児童遊園設置認可の違法性が争われた。

### 事案

#### 訴訟に至るまでの経緯
1968年3月頃、被告会社の代表者は、個室付浴場の開業を目的として、同社の設立前に先立って、用地を購入した。
また、同年5月頃、山形県土木部建設課から建築確認を受けて、工事に着手した。

しかし、周辺住民による反対運動が起こり、山形県議会でも営業反対の議論がなされた。
これを受けて、町及び県の当局も、個室付浴場の阻止を図ることとした。具体的に、同県は、児童福祉法上の児童福祉施設の周辺200 ｍのエリア内での営業を禁じる風営法4条の4の規定によって、個室付浴場の営業を阻止する方針を立てた。
同年6月、当該方針に基づいて、同町は個室付浴場の建設予定地から134.5 ｍ離れた町有地（旧・余目町立常万小学校跡地）を児童遊園施設（若竹児童遊園）とする設置認可申請を行い、同県知事は認可を行った。
児童遊園施設の設置後、同年7月に、被告会社が設立され、同社は、同県知事から、公衆浴場法に基づく公衆浴場経営許可を受けた。8月8日、被告会社は、個室付浴場を開業した。
翌8月9日、山形県公安委員会は、被告会社に対し、風営法4条の4違反を理由として60日間の営業停止処分を下した。また、被告会社は、風営法4条の4違反の罪で起訴された。

#### 訴訟の経過
第一審（酒田簡易裁判所）は、被告会社を罰金7000円に処する判決を下した。
控訴審（仙台高等裁判所秋田支部）も、被告会社を有罪とした。
上告審（最高裁判所第二小法廷）は、原判決を破棄し、被告会社を無罪とした。
その後、被告会社は、県に対し、国家賠償請求訴訟を提起し、勝訴した。

## 上告審判決
1978年6月16日、最高裁判所第二小法廷（裁判長：栗本一夫）は、原判決を破棄し、被告会社を無罪とする判決を下した。
最高裁判所は、「本来、児童遊園は、児童に健全な遊びを与えてその健康を増進し、情操をゆたかにすることを目的とする施設（児童福祉法40条参照）なのであるから、児童遊園設置の認可申請、同認可処分もその趣旨に沿つてなされるべきものであ」るとし、被告会社による個室付浴場の営業の規制を主たる動機、目的とする、児童遊園施設の設置認可処分は、「行政権の濫用に相当する違法性があ」るとして、無効であると判示した。